# Карлгайнц Генріхс
Карлгайнц Генріхс (нім. Karl-Heinz Henrichs, 1 липня 1942 — 3 квітня 2008) — німецький велогонщик.
Олімпійський чемпіон 1964 року в командній гонці переслідування, срібний призер 1968 року в командній гонці переслідування.